# Kent (Vorname)
Kent ist ein englischer und türkischer männlicher Vorname.

## Herkunft und Bedeutung
Der englische Vorname Kent ist abgeleitet von dem gleichnamigen, seinerseits von der englischen Grafschaft dieses Namens abgeleiteten Familiennamen, während der türkische Vorname Kent sogdischer Herkunft ist und die Bedeutung „Stadt“ bzw. „Provinzstadt“ hat.

## Variationen zum englischen Namen
- Kennt, Kentrell, Kentt

## Namensträger

### Vorname
- Kent Andersson (Rennfahrer) (1942–2006), schwedischer Motorradrennfahrer
- Kent Andersson (Ringer) (* 1959), schwedischer Ringer
- Kent-Erik Andersson (* 1951), schwedischer Eishockeyspieler
- Kent-Harry Andersson (* 1949), schwedischer Handballtrainer
- Kent Brinkley (1949–2010), US-amerikanischer Jazzmusiker
- Kent Cheng (* 1951), chinesischer Schauspieler und Regisseur
- Kent Conrad (* 1948), US-amerikanischer Politiker
- Kent Gudmundsen (* 1978), norwegischer Politiker
- Kent Haruf (1943–2014), US-amerikanischer Schriftsteller
- H. Kent Hewitt (1887–1972), US-amerikanischer Admiral
- Elisha Kent Kane (1820–1857), US-amerikanischer Forscher, Entdecker und Arzt
- Kent McCord (* 1942), US-amerikanischer Schauspieler
- Kent Nagano (* 1951), US-amerikanischer Dirigent japanischer Abstammung
- Kent Nilsson (* 1956), schwedischer Eishockeyspieler
- Kent O’Connor (* 1987), kanadischer Fußballspieler
- Kent Rominger (* 1956), US-amerikanischer Astronaut
- Kent Ruhnke (* 1952), kanadischer Eishockeyspieler
- Kent Steffes (* 1968), US-amerikanischer Beachvolleyballspieler
- Kent Taylor (1906–1987), US-amerikanischer Schauspieler
- Kent Robin Tønnesen (* 1991), norwegischer Handballspieler

### Kunstfigur
- Kent Brockman, Nachrichtensprecher des Senders Channel 6 in Springfield und Moderator der Sendung Eye on Springfield in der US-amerikanischen Zeichentrick-Fernsehserie „Die Simpsons“